# شون مارتن
شون هاساني مارتن هينريكيز (بالإسبانية: Shawn Martin)‏ (مواليد 15 فبراير 1987 في ماناغوا) لاعب كرة قدم سلفادوري دولي يجيد اللعب في خط الوسط . يلعب حاليا لصالح نادي أغويلا السلفادوري منذ 2005 .

## روابط خارجية
- شون مارتن على موقع الاتحاد الدولي (مؤرشف)  (الإنجليزية)
- شون مارتن على موقع قاعدة بيانات كرة القدم.إي يو (الإنجليزية)
- شون مارتن على موقع ناشيونال فوتبول تيمز (الإنجليزية)